# Paradysderina pithecia
Espèce
Paradysderina pithecia est une espèce d'araignées aranéomorphes de la famille des Oonopidae.

## Distribution
Cette espèce est endémique de la région de Loreto au Pérou,.

## Description
Le mâle holotype mesure 1,49 mm et la femelle 1,86 mm.

## Étymologie
Cette espèce est nommée en référence au lieu de sa découverte, Pithecia.

## Publication originale
- Platnick & Dupérré, 2011 : The Andean goblin spiders of the new genera Paradysderina and Semidysderina (Araneae, Oonopidae). Bulletin of the American Museum of Natural History, no 364, p. 1-121 (texte intégral).